# Cyphorrhacus festae
Cyphorrhacus festae är en mångfotingart som beskrevs av Filippo Silvestri 1897. Cyphorrhacus festae ingår i släktet Cyphorrhacus och familjen Platyrhacidae. Inga underarter finns listade i Catalogue of Life.